# Perkupa, Borsod-Abaúj-Zemplén
Perkupa este un sat în districtul Edelény, județul Borsod-Abaúj-Zemplén, Ungaria, având o populație de 877 de locuitori (2011). 

## Demografie
Componența etnică a satului Perkupa
     Maghiari (82,77%)
     Romi (16,83%)
     Necunoscut (0,4%)
     Alții (0,4%)
Componența confesională a satului Perkupa
     Romano-catolici (53,02%)
     Reformați (31,24%)
     Fără religie (4,33%)
     Greco-catolici (1,71%)
     Necunoscută (9,24%)
     Atei (0,46%)
     Alte religii (2,05%)
Conform recensământului din 2011, satul Perkupa avea 877 de locuitori. Din punct de vedere etnic, majoritatea locuitorilor (82,77%) erau maghiari, cu o minoritate de romi (16,83%). Apartenența etnică nu este cunoscută în cazul a 0,4% din locuitori.  Din punct de vedere confesional, majoritatea locuitorilor (53,02%) erau romano-catolici, existând și minorități de reformați (31,24%), persoane fără religie (4,33%) și greco-catolici (1,71%). Pentru 9,24% din locuitori nu este cunoscută apartenența confesională.